# William de Mohun, 1. Earl of Somerset

Wappen de Mohun (mit der Lilie derer de Agulon)

William de Mohun, 1. Earl of Somerset († um 1145), war ein anglonormannischer Adliger, der im Anarchie genannten Thronfolgekrieg (1139–1163) auf Seiten der Kaiserin Matilda kämpfte.

## Leben
William de Mohun war der Erbe und höchstwahrscheinlich auch der Sohn von William de Mohun († 1100), 1084 High Sheriff of Somerset und Seigneur de Moyon (bei Saint-Lô im Département Manche). Sein Vater wird im Domesday Book als „tenant en chef“ bezeichnet und hatte umfangreichen Grundbesitz in England, vor allem in Somerset und dort vor allem um Dunster Castle gelegen.
Die erste Erwähnung William de Mohuns ist seine Anwesenheit auf dem von Heinrich I. abgehaltenen Konzil von Northampton im Jahr 1131. Nach dem Tod des Königs im Jahre 1135 wird sein Neffe Stephan von Blois gekrönt, obwohl der Thron seiner Kusine Matilda, Heinrichs Tochter, versprochen war. Ende 1138 oder Anfang 1139, nachdem Robert, 1. Earl of Gloucester, sein Treuegelübde gegenüber Stephan aufgegeben und erklärt hatte, seiner Halbschwester, der Kaiserin, zur Seite zu stehen, nahm William de Mohun am allgemeinen Aufstand der Barone im Westen des Königreichs teil. Er sammelt eine große Rittertruppe auf Dunster Castle und verübte von dort aus Überfälle in ganz Somerset.
Stephan, der versuchte, diesem Aufstand entgegenzuwirken, kam im späten Frühjahr 1139 zur Belagerung der Burg. Als er feststellte, dass die Burg uneinnehmbar ist, ließ er eine Gegenburg bauen, die er Henry de Tracy, Lord von Barnstaple, unterstellte. Am 2. Februar 1141 wurde Stephan von Ranulph de Gernon, 2. Earl of Chester und Robert von Gloucester in der Schlacht von Lincoln gefangen genommen. William de Mohun war unter denen, die Matilda auf ihrem Marsch auf London begleitete. Matilda erhob ihn vermutlich im Juni 1141 zum Earl, jedenfalls wird er in einem im Sommer in dieser Stadt verfassten Dokument als Earl bezeichnet, während dies in den Monaten zuvor nicht der Fall war. Laut dem Autor der Gesta Stephani war er Earl of Dorset, aber Mathilde sprach ihn Ende des Jahres 1142 als Earl of Somerset an. Die Namensdiskrepanz des Titels ist dadurch zu relativieren, dass die Countys Dorset und Somerset aneinander grenzen und sich seine Besitzungen und Machtbefugnisse wohl in beiden Countys erstreckten. Er nahm an der Schlacht von Winchester im September 1141, die zu einer Niederlage der Kaiserin wurde und zur Gefangennahme ihres Militärkommandeurs und Halbbruders Robert of Gloucester führte. Nach einem Gefangenenaustausch fand Stephan endlich seinen Thron.
Er gründete 1142 die Augustiner-Abtei von Bruton in Somerset und gilt als Wohltäter des Priorats von Dunster. In der Gründungsurkunde von Bruton bezeichnet er sich selbst als „Willielmus de Moyne, comes Somersetensis“. Ende 1143 scheint William de Mohun der angevinischen Sache der Kaiserin untreu geworden zu sein. Es ist möglich, dass ein von der Gesta Stephani gemeldetes Ereignis die Ursache ist: Laut der Chronik wurden 104 seiner Ritter während eines Zusammenstoßes mit Henri de Tracy gefangen genommen. Angeblich hat er danach das Land verlassen.
William de Mohun hatte um 1130 Agnès de Gant, eine Tochter von Walter de Gant (Haus Gent) und Maud of Brittany (Haus Rennes) geheiratet. Er starb wohl um 1145, sicher vor 1155. Sein ältester Sohn, der ebenfalls William de Mohun hieß, beerbte ihn als Lord of Dunster, trug aber nicht den Titel eines Earl of Somerset, da er von König Heinrich II. als solcher nicht anerkannt wurde.